# Peter Dawo
Peter Dawo (né en 1964 à Kericho au Kenya) est un joueur de football international kényan, qui évoluait au poste d'attaquant.
Son neveu, Patrick Oboya, est également footballeur.

## Biographie

### Carrière en club
Né à Kericho, Dawo a commencé à jouer au football dans la ligue locale pour MTI. Après avoir bien joué avec MTI, il a été remarqué par Gor Mahia F.C. et signé pour le club en 1987.
À sa première saison avec Gor Mahia, Dawo a aidé le club à remporter une ligue nationale et une double coupe. Il a également mené le club à son premier et unique titre en Coupe d'Afrique des vainqueurs de coupe en 1987, marquant 10 buts dans la compétition. Après ces exploits, Dawo a terminé septième du vote du joueur de football africain de l’année 1987.
En 1990, Dawo a signé pour le club de ligue égyptien Arab Contractors SC. Il n'a réussi qu'un seul but au cours de la saison, avant de rejoindre la formation omanaise Al-Seeb la saison suivante.
Dawo est revenu jouer pour Gor Mahia dans le reste de la saison 1991, remportant la ligue nationale. Il prendrait sa retraite après la saison.

### Carrière en sélection
Avec l'équipe du Kenya, il joue entre 1987 et 1990. 
Il figure dans le groupe des sélectionnés lors des coupes d'Afrique des nations de 1988 et de 1990.
Il joue cinq matchs comptant pour les éliminatoires de la coupe du monde 1990.